# Olvena
Olvena è un comune spagnolo di 50 abitanti situato nella comunità autonoma dell'Aragona.

Fa parte della comarca del Somontano de Barbastro.